# 三遊亭愛楽
三遊亭 愛楽（さんゆうてい あいらく、1969年〈昭和44年〉11月8日 - ）は、日本の落語家。愛知県岡崎市出身。五代目円楽一門会所属、マネジメントはオフィスまめかな。本名∶藤谷 哲郎。出囃子は『勢い』。

## 経歴
父親はいわゆる転勤族で、中学2年生のときに出生地の岡崎市に戻った。母親は元バスガイド。少年時代はサッカー少年で、ポジションはゴールキーパーだった。岡崎市立城北中学校卒業後、愛知県立幸田高等学校に進学。高校時代にフジテレビ系列の『発表!日本ものまね大賞』に出場し、審査員特別賞を受賞したことがある。また、高校では生徒会長を務めた。高校卒業後は進学するか円楽一門に入門するかで悩んだが、最終的には大学進学を諦めて落語家になることを決意。弟子入りを志願する時は、五代目圓楽に便箋50枚の手紙を書いた。1988年3月、五代目三遊亭圓楽に入門し「愛楽」を名乗る。「愛楽」という高座名は、愛知県出身に因んで名付けられた。
1990年1月、二ツ目昇進。『平成名物TVヨタロー』では三遊亭好太郎、三遊亭優（現・三遊亭楽春）ら円楽一門会で結成したトリオ「円楽ヤングバンブーズ」で登場。愛楽はオカマキャラや「何故にー！」「ポロリンコー」「ビビデバビデブー」等のギャグを披露する。なお『笑点Jr.』で見られた橘家文蔵（「落協エシャレッツ」のメンバーで当時はまだ二つ目で橘家文吾の名だった）にド突かれる流れは、この番組のころから存在していた。
1992年10月に三遊亭真楽、三遊亭好太郎、三遊亭楽松、三遊亭竜楽、三遊亭良楽、三遊亭京楽と共に真打昇進。
2006年度には、板橋区立中根橋小学校でPTA会長を務めた。

## 人物
以前競輪番組を担当していた際には予想がまるで当たらず、一方では噺家らしく女性キャスターが番組を降板する際に泣かせるのが上手かったため、一部からは「泣かせ上手の車券下手」と呼ばれていた。

### 笑点Jr.メンバーとして
若手大喜利が『笑点』の演芸コーナーで行われた時代から、『笑点Jr.』放送終了まで出演している古参メンバー。
着物の色は『BS笑点』・『笑点Jr.』共にピンク色。
レギュラー放送最終回の2011年2月13日の放送で座布団を一番多く獲得し、賞品として番組で使われた座布団が全部プレゼントされた。

### 座布団運びアシスタントとして
若手大喜利に出演を始めた1998年から現在に至るまで『笑点』のアシスタントとしても出演し、主に収録時の前説や小道具配り、座布団運びの補佐を担当している。また、不定期に行われる3対3あるいは若手対レギュラーなどの対抗大喜利の他、元日恒例の東西大喜利にて、主に下手側のチームの座布団運びを担当している（若手対レギュラーに関しては2019年12月8日放送分を最後に二ツ目や色物に交代）。
2024年9月29日放送分をもって笑点のアシスタントを卒業した。

## 芸歴
- 1988年3月 - 五代目三遊亭圓楽に入門、「愛楽」を名乗る。
- 1990年1月 - 二ツ目昇進。
- 1992年10月 - 真打昇進。

## 出演番組

### 過去に出演していた番組
- 平成名物TV ヨタロー（TBS 1990年4月28日 - 1991年4月6日）
- ケイリンフラッシュ
- BS笑点（BS日テレ 土曜19:00 - 19:55）→笑点Jr.（日テレプラス）
- 笑点（日本テレビ）- アシスタント（1998年 - 2024年）

## 一門弟子

### 前座
- 三遊亭愛二郎 - 愛楽の実子

### 廃業
- 三遊亭愛九